# Yishun
Yishun – stacja naziemna Mass Rapid Transit (MRT) na North South Line w Singapurze. Stacja znajduje się w Yishun New Town.